# Den Røde Hær
 Der er for få eller ingen kildehenvisninger i denne artikel, hvilket er et problem. Du kan hjælpe ved at angive troværdige kilder til de påstande, som fremføres i artiklen.

Arbejdernes og Bøndernes Røde Hær (russisk: Рабоче-крестьянская Красная армия, РККА, tr. Rabotje-krestjanskaja Krasnaja armija, RKKA, ofte forkortet på russisk til Красная aрмия; KA, på dansk: Den Røde Hær) var hæren og flyvevåbnet i den Russiske Socialistiske Føderative Sovjetrepublik, og efter 1922 Unionen af socialistiske sovjetrepublikker. Hæren blev etableret umiddelbart efter Oktoberrevolutionen i 1917, hvor bolsjevikkerne opbyggede en hær for at modsætte sig de allierede militære styrkers, især Den Hvide Hærs, angreb på den nye stat under den russiske borgerkrig. Fra februar 1946 kom Den Røde Hær sammen med den sovjetiske flåde til at udgøre de vigtigste komponenter i de sovjetiske væbnede styrker, der fik det officielle navn "Den sovjetiske hær" (russisk: Советская армия (СА), tr. Sovetskaja armija) indtil opløsningen af Sovjetunionen i december 1991. Vesten fortsatte imidlertid med at kalde hæren 'Den Røde Hær' under Den Kolde Krig.
Den Røde Hær betragtes som den afgørende landstyrke, der sikrede de allieredes sejr i Europa under Anden Verdenskrig.[kilde mangler] Under operationer på Østfronten kunne 75–80% af de tyske landstyrker (Wehrmacht og Waffen-SS), der var indsat i krigen, som blev gjort ukampdygtige, tilskrives Den Røde Hær.[kilde mangler] Kampene på østfronten var stort set udelukkende mellem Tyskland og den røde hær (som var massivt støttet af US) hvorfor tallet vil være højt.

## Den tidlige historie
Den Røde Hær blev dannet den 15. januar 1918 på grundlag af den allerede eksisterende Røde Garde. Den officielle hyldestdag for den Røde Hær, den 23. februar, markerer dagen for den første masseindskrivning i hæren foretaget i Moskva og Sankt Petersborg samt den første egentlige krigshandling mod den tyske besættelse. Den blev en vigtig national helligdag i Sovjetunionen og er stadig i dag helligdag i Rusland. Den blev kaldt ”den Røde Hærs Dag”; i dag hedder den ”Dagen for Moderlandets Forsvarere”. Lev Trotskij, der var krigskommissær fra 1918 til 1924, menes at være den egentlige grundlægger af den Røde hær.
I begyndelsen fungerede den Røde Hær som en frivillig enhed uden rang og distinktioner. Officererne blev endda valgt på demokratisk vis. Men fra den 29. maj 1918 blev der indført værnepligt for alle mænd mellem 18 og 40 år. For at håndtere de mange værnepligtige blev der oprettet regionale ”militære kommissariater” (ikke at forveksle med krigskommissariatet) rundt omkring i Sovjetunionen.
Alle enheder i den Røde Hær fik udpeget en 'politisk kommissær', der havde beføjelser til at omstøde enhver ordre, han måtte finde i strid med kommunistpartiets principper. Partiledelsen mente, at det var nødvendigt med fuld politisk kontrol over militæret, især fordi den Røde Hær i høj grad bestod af officerer fra den tidligere kejserlige hær. Fra 1941 ophævede Sovjetunionens kommunistiske parti midlertidigt ordningen med politiske kommissærer og genindførte formel militærrang og dekorationer.

## 2. verdenskrig
Da Nazi-Tyskland angreb Sovjetunionen den 22. juni 1941, bestod den Røde Hær af omkring 1.5 millioner mand, der var dårligt forberedt på krig. Politiske udrensninger i hærens officerskorps især i den øverste ledelse havde svækket den, og soldaterne manglede erfaring og træning. I krigens første uger blev store dele af det sovjetiske luftvåben udslettet, mens flyene stod på jorden. I samme periode blev store, sovjetiske hærenheder, flere hundredtusinde soldater, omringet af de fremrykkende tyske troppers Blitzkrieg. Mange af dem overgav sig til tyskerne.
De sovjetiske soldater blev mejet ned på slagmarken. Det var et resultat af utilstrækkelig implementering af erfaringerne fra Vinterkrigen og observationerne af den tyske blitzkriegstaktik mod Frankrig. Sovjet var begyndt at efterligne tyskerne og placere de fleste panserkøretøjer i store, fuldt mekaniserede divisioner og korps. Denne reorganisering var imidlertid kun delvis gennemført, da Barbarossa gik i gang, da der ikke var tilstrækkelig mange kampvogne til rådighed til at bringe de mekaniserede korps op på den ønskede styrke.
De lange tyske forsyningslinjer, Hitlers spredning af de tyske tropper og en generation af dygtige, sovjetiske kommandører blev Sovjets redning. Efter sejrene ved Moskva, Stalingrad og Kursk knækkede den Røde Hær ryggen på den tyske hær. Men tabene var enorme for Sovjetunionen. Nogle siger, at syv millioner soldater døde. Andre siger helt op til 10 millioner.[kilde mangler] Officielt angav Sovjetunionen under Stalin det samlede antal af civile og militære døde til 7 mio. Et tal der sidenhen blev opjusteret til 26-27 mio. af Mikhail Gorbatjov i 1989. Antallet af militære døde blev opgjort til 8,7 mio.
Igennem massiv propaganda var det lykkedes at vække en voldsom patriotisme i befolkningen. Soldaterne blev gjort til helte, og mange meldte sig til det, der blev kaldt den ”Store Patriotiske Krig”. Ved slutningen af 1945 toppede antallet af soldater i den Røde Hær omkring 12 millioner.

## Efter krigen
Efter 2. verdenskrig faldt antallet af soldater fra omkring 13 millioner til ca. fem millioner.
Gennem hele den kolde krig forblev antallet af soldater i den sovjetiske hær på mellem tre og fem millioner. Antallet af soldater blev opretholdt af en værnepligt på minimum to år, som omfattede alle fysisk funktionelle mænd. Det betød, at den sovjetiske hær forblev verdens største i hele perioden mellem 1945 og 1991.
I 1946 ændrede den Røde Hær officielt navn til ’Sovjets Hær’.
I 1949 fremstillede og testede Sovjetunionen sin første atombombe.
I koldkrigstiden blev den sovjetiske hær brugt til at holde sammen på de kommunistiske stater i Østeuropa og knuse oprør. Således blev hæren sat ind mod oprørene i Ungarn, Tjekkoslovakiet og DDR i 1950'erne og 1960'erne.
Den sidste krig, den sovjetiske hær var involveret i, var krigen i Afghanistan fra 1979 og 10 år frem. Her støttede Sovjetunionen aktivt den siddende pro-sovjetiske regering, mens USA på den anden side støttede de muslimske oprørere (mujahedin).
Den lange krig og opretholdelsen af den fem millioner mand store hær var med til at køre den sovjetiske økonomi i sænk og bidrog til Sovjetunionens sammenbrud.

## Afviklingen
Fra omkring 1985 til 1990 begyndte den nye sovjetiske leder, Mikhail Gorbatjov at indskrænke hæren og de enorme økonomiske ressourcer, den lagde beslag på. Hæren blev langsomt reduceret, og i 1989 havde den sovjetiske hær trukket sig ud af alle Warszawapagt-lande. Samme år trak Sovjetunionen også sine tropper ud af Afghanistan.
I 1990 erklærede Litauen sin selvstændighed, og østblokken faldt fra hinanden. Land efter land gennemførte revolutioner. Sovjetunionen var i krise, og Gorbatjov blev stærkt kritiseret for ikke at sætte hæren ind.
I august 1991 spillede hæren en afgørende rolle, da flere højtstående officerer deltog i et kupforsøg mod Gorbatjovs reformvenlige regering. Kampvogne blev sat ind i Moskvas gader, men kupforsøget slog fejl, da indbyggerne blokerede gaderne, og soldaterne nægtede at skyde på deres landsmænd.
Efter Sovjetunionens kollaps blev Sovjets Hær opløst, og dens udstyr delt mellem de nye stater. Hovedparten af Sovjets Hær, herunder de fleste atomvåben, blev inkorporeret i den nye russiske hær. Militærstyrker udstationeret i de østeuropæiske lande, herunder Baltikum, returnerede til Rusland i årene 1991 – 1994.